# Steelfactory
Steelfactory je šestnácté studiové album německé heavymetalové hudební skupiny U.D.O. Vydáno bylo 31. srpna 2018 prostřednictvím společnosti AFM Records. Skládání, na kterém se podílela celá skupina, značně ovlivnil fakt, že U.D.O. od roku 2015 hráli živě převážně starší písně skupiny Accept, bývalé skupiny zpěváka Uda Dirkschneidera. Vliv této skupiny je tedy na desce patrný. Jako producent se nahrávání zúčastnil Jacob Hansen. Jde také o první album skupiny, na kterém na bicí hrál Sven Dirkschneider, Udův syn.

## Seznam skladeb
1. Tongue Reaper
2. Make the Move
3. Keeper of My Soul
4. In the Heat of the Night
5. Raise the Game
6. Blood on Fire
7. Rising High
8. The Devil Is an Angel (bonus)
9. Hungry And Angry
10. One Heart One Soul
11. Pictures in My Dreams (bonus
12. A Bite of Evil
13. Eraser
14. Rose in the Desert
15. The Way

## Obsazení
- Udo Dirkschneider – zpěv
- Andrey Smirnov – kytara
- Fitty Wienhold – basová kytara
- Sven Dirkschneider – bicí

Technická podpora
- Jacob Hansen – produkce